# Орево (посёлок, Московская область)
Орево — посёлок в Дмитровском городском округе Московской области России.
Расположен в центральной части округа, примерно в 5 км северо-западнее Дмитрова, на восточном берегу канала имени Москвы, высота центра — 134 м над уровнем моря. Ближайшие населённые пункты — Татищево на противоположном берегу канала, Куминово в 1 км на юг (также на другом берегу) и Ивашево в 2 км на юго-восток. У западной окраины посёлка проходит А104 (Москва — Дубна).
С 1994 по 2006 год посёлок входил в состав Дядьковского сельского округа Дмитровского района, с 2006 по 2018 год — в состав городского поселения Дмитров.
В посёлке есть детский сад № 80 «Родничок», средняя школа, Дом культуры, амбулатория, магазины.
Ближайшая к посёлку ж/д станция - им. Барсученко Савёловского направления

## Население
| 2002 | 2006 | 2010 |
| ---- | ---- | ---- |
| 1013 | ↘984 | ↘962 |